# Židovský hřbitov v Městě Touškově
Židovský hřbitov v Městě Touškově, založený v 16. století, leží asi 1 km směrem na severozápad od města, naproti fotbalovému hřišti při silnici na Újezd nade Mží pokračující z Partyzánské ulice.
Na podzim roku 1939 byly hřbitov i zdejší synagoga zdevastovány nacistickou mládeží.
Ve městě se také nachází bývalá synagoga.